# Omocrates luridipennis
Omocrates luridipennis är en skalbaggsart som beskrevs av Hermann Burmeister 1844. Omocrates luridipennis ingår i släktet Omocrates och familjen Melolonthidae. Inga underarter finns listade i Catalogue of Life.